# Palau d'Esports del Reus Deportiu
El Palau d'Esports del Reus Deportiu és un pavelló esportiu, on hi juguen els diversos equips d'hoquei patins de l'entitat reusenca. Va ser inaugurat el 26 d'abril de 1973 en un partit que va enfrontar els veterans del Reus Deportiu i el Girona Club Hoquei. Seguidament, es disputà un partit entre els combinats nacionals espanyol i portuguès que també va servir com a homenatge per la retirada del jugador d'hoquei patins Joan Sabater.Coincidint amb el 50è aniversari de la seva inauguració, el 2023, es va fer una remodelació i modernització de les instal·lacions.
Actualment, la seva capacitat és de 2.500 espectadors. El pavelló consta de graderies tant en els dos laterals com en els dos gols. El lateral esquerre està reservat per les grades dempeus mentre que el lateral dret hi té la tribuna i sala de premsa.